# Rally di Catalogna 2021
Il Rally di Catalogna 2021, ufficialmente denominato 56º RallyRACC Catalunya-Costa Daurada - Rally de España, è stata la undicesima prova del campionato del mondo rally 2021 nonché la cinquantaseiesima edizione del Rally di Catalogna e la ventottesima con valenza mondiale. La manifestazione si è svolta dal 15 al 17 ottobre sulle strade che attraversano le colline della Costa Daurada in Catalogna, provincia situata nel nord-est della Spagna, con sede a Salou, cittadina costiera nella quale fu allestito anche il parco assistenza per tutti i concorrenti.
L'evento è stato vinto dal belga Thierry Neuville, navigato dal connazionale Martijn Wydaeghe, al volante di una Hyundai i20 Coupe WRC della squadra Hyundai Shell Mobis WRT, davanti alla coppia britannica formata da Elfyn Evans e Scott Martin, su una Toyota Yaris WRC del team Toyota Gazoo Racing WRT, e a quella spagnola formata da Dani Sordo e Cándido Carrera, anch'essi alla guida di una Hyundai i20 Coupe WRC ufficiale.. Per Neuville e Wydaeghe si tratto della seconda vittoria stagionale dopo il successo ottenuto sulle strade di casa e sempre su asfalto. Il copilota locale Cándido Carrera, giunto terzo al fianco di Dani Sordo, ottenne invece il primo podio mondiale della sua carriera.
I francesi Eric Camilli e Maxime Vilmot, su Citroën C3 Rally2 della squadra Sports & You, hanno invece conquistato il successo nel campionato WRC-2, mentre il titolo piloti è stato vinto con una gara di anticipo dal norvegese Andreas Mikkelsen su Škoda Fabia Rally2 Evo del team Toksport WRT; nella serie WRC-3 la vittoria è invece andata all'equipaggio finlandese composto da Reeta Hämäläinen e Emil Lindholm alla guida di una Škoda Fabia Rally2 Evo, con Hämäläinen, solitamente navigatrice nella coppia, iscritta come pilota nei documenti ufficiali pur essendo la vettura di fatto condotta da Lindholm per tutta la durata della competizione. In Catalogna si disputava anche la quinta e decisiva prova del campionato Junior WRC, giunto alla sua ventesima edizione, che ha visto vincere la coppia finlandese composta da Sami Pajari e Marko Salminen su Ford Fiesta Rally4, i quali con questo successo si sono altresì laureati campioni di categoria nel 2021.

## Dati della prova
| Denominazione ufficiale             | RallyRACC Catalunya-Costa Daurada - Rally de España   |
| Edizione N°                         | 56                                                    |
| Tappa N°                            | 11 di 12                                              |
| Data manifestazione                 | da venerdì 15/10/2021 a domenica 17/10/2021           |
| Sede ospitante                      | Salou (provincia di Tarragona, Catalogna, Spagna)     |
| Sede parco assistenza               | Port Aventura, Salou                                  |
| Superficie                          | Asfalto                                               |
| Direttore di gara                   | Jordi Barrabes                                        |
| Iscritti                            | 74                                                    |
| Partiti                             | 68                                                    |
| Arrivati                            | 49 (72,1%)                                            |
| Prove speciali                      | 17                                                    |
| Prova più breve                     | 2,15 km (PS13: Salou)                                 |
| Prova più lunga                     | 24,40 km (PS9 e PS12: El Montmell)                    |
| Prova più lenta                     | velocità media di 53,90 km/h (PS13: Salou)            |
| Prova più veloce                    | velocità media di 121,41 km/h (PS9: El Montmell 1)    |
| Lunghezza prove speciali            | 280,37 km (19,9% della distanza totale)               |
| Lunghezza complessiva trasferimenti | 1129,83 km                                            |
| Distanza totale                     | 1410,20 km                                            |
| Media oraria del vincitore          | velocità media di 109,1 km/h (280,37 km in 2h34'11"8) |

## Itinerario
| Frazione            | Prova  | Ora    | Nome                                               | Partenza                                           | Arrivo                                             | Lunghezza | Totale    |
| ------------------- | ------ | ------ | -------------------------------------------------- | -------------------------------------------------- | -------------------------------------------------- | --------- | --------- |
| Frazione 1 (15 ott) | PS1    | 08:43  | Vilaplana 1                                        | Arbolí                                             | Vilaplana                                          | 20,00 km  | 112,02 km |
| Frazione 1 (15 ott) | PS2    | 10:21  | La Granadella 1                                    | Bovera                                             | El Soleràs                                         | 21,80 km  | 112,02 km |
| Frazione 1 (15 ott) | PS3    | 11:42  | Riba-roja 1                                        | Riba-roja d'Ebre                                   | Riba-roja d'Ebre                                   | 14,21 km  | 112,02 km |
| Frazione 1 (15 ott) |        | 13:32  | Assistenza – Port Aventura, Salou (40 min)         | Assistenza – Port Aventura, Salou (40 min)         | Assistenza – Port Aventura, Salou (40 min)         | –         | 112,02 km |
| Frazione 1 (15 ott) | PS4    | 15:00  | Vilaplana 2                                        | Arbolí                                             | Vilaplana                                          | 20,00 km  | 112,02 km |
| Frazione 1 (15 ott) | PS5    | 16:38  | La Granadella 2                                    | Bovera                                             | El Soleràs                                         | 21,80 km  | 112,02 km |
| Frazione 1 (15 ott) | PS6    | 17:59  | Riba-roja 2                                        | Riba-roja d'Ebre                                   | Riba-roja d'Ebre                                   | 14,21 km  | 112,02 km |
| Frazione 1 (15 ott) |        | 19:59  | Assistenza (flexi) – Port Aventura, Salou (45 min) | Assistenza (flexi) – Port Aventura, Salou (45 min) | Assistenza (flexi) – Port Aventura, Salou (45 min) | –         | 112,02 km |
|                     |        |        |                                                    |                                                    |                                                    |           |           |
| Frazione 2 (16 ott) |        | 07:15  | Assistenza – Port Aventura, Salou (15 min)         | Assistenza – Port Aventura, Salou (15 min)         | Assistenza – Port Aventura, Salou (15 min)         | –         | 117,45 km |
| Frazione 2 (16 ott) | PS7    | 08:44  | Savallà 1                                          | Llorac                                             | Conesa                                             | 14,08 km  | 117,45 km |
| Frazione 2 (16 ott) | PS8    | 09:37  | Querol - Les Pobles 1                              | Querol                                             | Aiguamúrcia                                        | 19,17 km  | 117,45 km |
| Frazione 2 (16 ott) | PS9    | 10:38  | El Montmell 1                                      | Vila-rodona                                        | Sant Jaume dels Domenys                            | 24,40 km  | 117,45 km |
| Frazione 2 (16 ott) |        | 12:20  | Assistenza – Port Aventura, Salou (40 min)         | Assistenza – Port Aventura, Salou (40 min)         | Assistenza – Port Aventura, Salou (40 min)         | –         | 117,45 km |
| Frazione 2 (16 ott) | PS10   | 14:14  | Savallà 2                                          | Llorac                                             | Conesa                                             | 14,08 km  | 117,45 km |
| Frazione 2 (16 ott) | PS11   | 15:07  | Querol - Les Pobles 2                              | Querol                                             | Aiguamúrcia                                        | 19,17 km  | 117,45 km |
| Frazione 2 (16 ott) | PS12   | 16:08  | El Montmell 2                                      | Vila-rodona                                        | Sant Jaume dels Domenys                            | 24,40 km  | 117,45 km |
| Frazione 2 (16 ott) | PS13   | 18:00  | Salou                                              | Salou                                              | Salou                                              | 2,15 km   | 117,45 km |
| Frazione 2 (16 ott) |        | 18:30  | Assistenza (flexi) – Port Aventura, Salou (45 min) | Assistenza (flexi) – Port Aventura, Salou (45 min) | Assistenza (flexi) – Port Aventura, Salou (45 min) | –         | 117,45 km |
|                     |        |        |                                                    |                                                    |                                                    |           |           |
| Frazione 2 (17 ott) |        | 06:00  | Assistenza – Port Aventura, Salou (15 min)         | Assistenza – Port Aventura, Salou (15 min)         | Assistenza – Port Aventura, Salou (15 min)         | –         | 50,90 km  |
| Frazione 2 (17 ott) | PS14   | 07:00  | Santa Marina 1                                     | Pratdip                                            | Tivissa                                            | 9,10 km   | 50,90 km  |
| Frazione 2 (17 ott) | PS15   | 08:08  | Riudecanyes 1                                      | Duesaigües                                         | Riudecanyes                                        | 16,35 km  | 50,90 km  |
| Frazione 2 (17 ott) |        | 09:14  | Assistenza – Port Aventura, Salou (30 min)         | Assistenza – Port Aventura, Salou (30 min)         | Assistenza – Port Aventura, Salou (30 min)         | –         | 50,90 km  |
| Frazione 2 (17 ott) | PS16   | 10:29  | Santa Marina 2                                     | Pratdip                                            | Tivissa                                            | 9,10 km   | 50,90 km  |
| Frazione 2 (17 ott) | PS17   | 12:18  | Riudecanyes 2 (power stage)                        | Duesaigües                                         | Riudecanyes                                        | 16,35 km  | 50,90 km  |
| Frazione 2 (17 ott) |        | 13:24  | Assistenza – Port Aventura, Salou (10 min)         | Assistenza – Port Aventura, Salou (10 min)         | Assistenza – Port Aventura, Salou (10 min)         | –         | 50,90 km  |
| Totale              | Totale | Totale | Totale                                             | Totale                                             | Totale                                             | Totale    | 280,37 km |

## Risultati

### Classifica
| Pos.       | Nº       | Pilota               | Co-pilota              | Auto                   | Squadra                          | Classe      | Tempo     | Distacco   | Punti    |
| Generale   | Generale | Generale             | Generale               | Generale               | Generale                         | Generale    | Generale  | Generale   | Generale |
| ---------- | -------- | -------------------- | ---------------------- | ---------------------- | -------------------------------- | ----------- | --------- | ---------- | -------- |
| 1.         | 11       | Thierry Neuville     | Martijn Wydaeghe       | Hyundai i20 Coupe WRC  | Hyundai Shell Mobis WRT          | WRC         | 2h34'11"8 | –          | 29       |
| 2.         | 33       | Elfyn Evans          | Scott Martin           | Toyota Yaris WRC       | Toyota Gazoo Racing WRT          | WRC         | 2h34'35"9 | +24"1      | 21       |
| 3.         | 6        | Dani Sordo           | Cándido Carrera        | Hyundai i20 Coupe WRC  | Hyundai Shell Mobis WRT          | WRC         | 2h34'47"1 | +35"3      | 20       |
| 4.         | 1        | Sébastien Ogier      | Julien Ingrassia       | Toyota Yaris WRC       | Toyota Gazoo Racing WRT          | WRC         | 2h34'53"9 | +42"1      | 14       |
| 5.         | 69       | Kalle Rovanperä      | Jonne Halttunen        | Toyota Yaris WRC       | Toyota Gazoo Racing WRT          | WRC         | 2h35'43"6 | +1'31"8    | 11       |
| 6.         | 44       | Gus Greensmith       | Chris Patterson        | Ford Fiesta WRC        | M-Sport Ford WRT                 | WRC         | 2h38'29"1 | +4'17"3    | 8        |
| 7.         | 2        | Oliver Solberg       | Craig Drew             | Hyundai i20 Coupe WRC  | Hyundai 2C Competition           | WRC         | 2h38'38"5 | +4'26"7    | 6        |
| 8.         | 14       | Nil Solans           | Marc Martí             | Hyundai i20 Coupe WRC  | Hyundai 2C Competition           | WRC         | 2h38'46"7 | +4'34"9    | 4        |
| 9.         | 27       | Eric Camilli         | Maxime Vilmot          | Citroën C3 Rally2      | Sports and You                   | RC2 / WRC-2 | 2h44'01"2 | +9'49"4    | 2        |
| 10.        | 22       | Nikolaj Grjazin      | Konstantin Aleksandrov | Škoda Fabia Rally2 Evo | Movisport SRL                    | RC2 / WRC-2 | 2h44'17"7 | +10'05"9   | 1        |
| WRC-2      |          |                      |                        |                        |                                  |             |           |            |          |
| 1. (9.)    | 27       | Eric Camilli         | Maxime Vilmot          | Citroën C3 Rally2      | Sports and You                   | RC2 / WRC-2 | 2h44'01"2 | –          | 27       |
| 2. (11.)   | 24       | Teemu Suninen        | Mikko Markkula         | Hyundai i20 N Rally2   | Hyundai Motorsport N             | RC2 / WRC-2 | 2h44'21"4 | +20"2      | 22       |
| 3. (13.)   | 28       | Erik Cais            | Jindřiška Žáková       | Ford Fiesta Rally2     | Movisport SRL                    | RC2 / WRC-2 | 2h44'57"3 | +56"1      | 18       |
| 4. (15.)   | 21       | Mads Østberg         | Torstein Eriksen       | Citroën C3 Rally2      | TRT World Rally Team             | RC2 / WRC-2 | 2h45'53"0 | +1'51"8    | 17       |
| 5. (19.)   | 26       | Sean Johnston        | Alexander Kihurani     | Citroën C3 Rally2      | Saintéloc Junior Team            | RC2 / WRC-2 | 2h49'32"0 | +5'30"8    | 10       |
| 6. (21.)   | 25       | Georg Linnamäe       | James Morgan           | Volkswagen Polo GTI R5 | ALM Motorsport                   | RC2 / WRC-2 | 2h50'40"3 | +6'39"1    | 9        |
| WRC-3      |          |                      |                        |                        |                                  |             |           |            |          |
| 1. (12.)   | 40       | Reeta Hämäläinen     | Emil Lindholm          | Škoda Fabia Rally2 Evo | -                                | RC2 / WRC-3 | 2h44'31"9 | –          | 29       |
| 2. (14.)   | 29       | Kajetan Kajetanowicz | Maciej Szczepaniak     | Škoda Fabia Rally2 Evo | -                                | RC2 / WRC-3 | 2h45'00"4 | +28"5      | 23       |
| 3. (17.)   | 35       | Josh McErlean        | James Fulton           | Hyundai i20 R5         | -                                | RC2 / WRC-3 | 2h47'29"0 | +2'57"1    | 17       |
| 4. (18.)   | 30       | Chris Ingram         | Ross Whittock          | Škoda Fabia Rally2 Evo | -                                | RC2 / WRC-3 | 2h47'46"0 | +3'14"1    | 15       |
| 5. (22.)   | 37       | Armin Kremer         | Ella Kremer            | Citroën C3 Rally2      | -                                | RC2 / WRC-3 | 2h52'22"8 | +7'50"9    | 11       |
| 6. (23.)   | 31       | Fabrizio Zaldivar    | Carlos del Barrio      | Škoda Fabia Rally2 Evo | -                                | RC2 / WRC-3 | 2h53'36"8 | +9'04"9    | 8        |
| 7. (24.)   | 38       | Mauro Miele          | Luca Beltrame          | Škoda Fabia Rally2 Evo | -                                | RC2 / WRC-3 | 2h54'23"7 | +9'51"8    | 6        |
| 8. (25.)   | 41       | Neil Simpson         | Michael Gibson         | Škoda Fabia Rally2 Evo | -                                | RC2 / WRC-3 | 2h54'32"3 | +10'00"4   | 4        |
| 9. (26.)   | 43       | Sebastian Perez      | Gary McElhinney        | Ford Fiesta Rally2     | -                                | RC2 / WRC-3 | 2h55'52"7 | +11'20"8   | 2        |
| 10. (46.)  | 34       | Mikko Heikkilä       | Topi Luhtinen          | Škoda Fabia Rally2 Evo | -                                | RC2 / WRC-3 | 3h41'54"6 | +57'22"7   | 1        |
| Junior WRC |          |                      |                        |                        |                                  |             |           |            |          |
| 1. (28.)   | 48       | Sami Pajari          | Marko Salminen         | Ford Fiesta Rally4     | Team Flying Finn                 | RC4 / JWRC  | 2h58'02"5 | –          | 54       |
| 2. (29.)   | 51       | Lauri Joona          | Mikael Korhonen        | Ford Fiesta Rally4     | Team Flying Finn                 | RC4 / JWRC  | 2h58'18"4 | +15"9      | 36       |
| 3. (30.)   | 53       | Robert Virves        | Aleks Lesk             | Ford Fiesta Rally4     | Autosport Team Estonia           | RC4 / JWRC  | 2h58'52"6 | +50"1      | 35       |
| 4. (43.)   | 49       | Jon Armstrong        | Phil Hall              | Ford Fiesta Rally4     | -                                | RC4 / JWRC  | 3h31'54"3 | +33'51"8   | 31       |
| 5. (47.)   | 52       | William Creighton    | Liam Regan             | Ford Fiesta Rally4     | Motorsport Ireland Rally Academy | RC4 / JWRC  | 3h56'56"6 | +58'54"1   | 21       |
| 6. (48.)   | 50       | Mārtiņš Sesks        | Renars Francis         | Ford Fiesta Rally4     | LMT Autosporta Akadēmija         | RC4 / JWRC  | 3h58'12"2 | +1h00'09"7 | 16       |

| Principali ritiri | Principali ritiri | Principali ritiri | Principali ritiri | Principali ritiri     | Principali ritiri       | Principali ritiri | Principali ritiri   | Principali ritiri |
| PS                | Nº                | Pilota            | Copilota          | Auto                  | Squadra                 | Classe            | Causa               | Pos.              |
| ----------------- | ----------------- | ----------------- | ----------------- | --------------------- | ----------------------- | ----------------- | ------------------- | ----------------- |
| PS 4              | 8                 | Ott Tänak         | Martin Järveoja   | Hyundai i20 Coupe WRC | Hyundai Shell Mobis WRT | WRC               | Incidente           | 6º                |
| PS 10             | 23                | Jari Huttunen     | Mikko Lukka       | Hyundai i20 N Rally2  | Hyundai Motorsport N    | RC2 / WRC-2       | Radiatore dell'olio | 21º               |
| PS 12             | 36                | Jan Solans        | Rodrigo Sanjuan   | Citroën C3 Rally2     | -                       | RC2 / WRC-3       | Incidente           | 19º               |

Legenda
| Icona | Note                                                                                 |
| ----- | ------------------------------------------------------------------------------------ |
| WRC   | Equipaggio di classe WRC che può conquistare punti per il campionato costruttori     |
| WRC   | Equipaggio di classe WRC che non può conquistare punti per il campionato costruttori |
| WRC-2 | Equipaggio registrato al campionato WRC-2                                            |
| WRC-3 | Equipaggio registrato al campionato WRC-3                                            |
| JWRC  | Equipaggio registrato al campionato Junior WRC                                       |
|       | Ulteriori classificazioni                                                            |

### Prove speciali
| Frazione            | Prova | Ora   | Nome                        | Lunghezza | Vincitori                                                            | Tempo   | Velocità media | Leader del rally                  |
| ------------------- | ----- | ----- | --------------------------- | --------- | -------------------------------------------------------------------- | ------- | -------------- | --------------------------------- |
| Frazione 1 (15 ott) | PS1   | 08:43 | Vilaplana 1                 | 20,00 km  | Elfyn Evans Scott Martin                                             | 10'16"9 | 116,71 km/h    | Elfyn Evans Scott Martin          |
| Frazione 1 (15 ott) | PS2   | 10:21 | La Granadella 1             | 21,80 km  | Elfyn Evans Scott Martin e Thierry Neuville Martijn Wydaeghe         | 11'46"0 | 111,16 km/h    | Elfyn Evans Scott Martin          |
| Frazione 1 (15 ott) | PS3   | 11:42 | Riba-roja 1                 | 14,21 km  | Elfyn Evans Scott Martin                                             | 8'30"8  | 100,15 km/h    | Elfyn Evans Scott Martin          |
| Frazione 1 (15 ott) | PS4   | 15:00 | Vilaplana 2                 | 20,00 km  | Thierry Neuville Martijn Wydaeghe                                    | 10'17"6 | 116,58 km/h    | Elfyn Evans Scott Martin          |
| Frazione 1 (15 ott) | PS5   | 16:38 | La Granadella 2             | 21,80 km  | Thierry Neuville Martijn Wydaeghe                                    | 11'49"2 | 110,66 km/h    | Thierry Neuville Martijn Wydaeghe |
| Frazione 1 (15 ott) | PS6   | 17:59 | Riba-roja 2                 | 14,21 km  | Thierry Neuville Martijn Wydaeghe                                    | 8'38"2  | 98,72 km/h     | Thierry Neuville Martijn Wydaeghe |
|                     |       |       |                             |           |                                                                      |         |                |                                   |
| Frazione 2 (16 ott) | PS7   | 08:44 | Savallà 1                   | 14.08 km  | Thierry Neuville Martijn Wydaeghe                                    | 7'22"5  | 114,55 km/h    | Thierry Neuville Martijn Wydaeghe |
| Frazione 2 (16 ott) | PS8   | 09:37 | Querol - Les Pobles 1       | 19,17 km  | Thierry Neuville Martijn Wydaeghe                                    | 10'29"6 | 109,61 km/h    | Thierry Neuville Martijn Wydaeghe |
| Frazione 2 (16 ott) | PS9   | 10:38 | El Montmell 1               | 24,40 km  | Thierry Neuville Martijn Wydaeghe                                    | 12'03"5 | 121,41 km/h    | Thierry Neuville Martijn Wydaeghe |
| Frazione 2 (16 ott) | PS10  | 14:14 | Savallà 2                   | 14.08 km  | Thierry Neuville Martijn Wydaeghe                                    | 7'24"5  | 114,03 km/h    | Thierry Neuville Martijn Wydaeghe |
| Frazione 2 (16 ott) | PS11  | 15:07 | Querol - Les Pobles 2       | 19,17 km  | Sébastien Ogier Julien Ingrassia e Thierry Neuville Martijn Wydaeghe | 10'30"5 | 109,46 km/h    | Thierry Neuville Martijn Wydaeghe |
| Frazione 2 (16 ott) | PS12  | 16:08 | El Montmell 2               | 24,40 km  | Sébastien Ogier Julien Ingrassia                                     | 12'03"7 | 121,38 km/h    | Thierry Neuville Martijn Wydaeghe |
| Frazione 2 (16 ott) | PS13  | 18:00 | Salou                       | 2,15 km   | Thierry Neuville Martijn Wydaeghe                                    | 2'23"6  | 53,90 km/h     | Thierry Neuville Martijn Wydaeghe |
|                     |       |       |                             |           |                                                                      |         |                |                                   |
| Frazione 3 (17 ott) | PS14  | 07:00 | Santa Marina 1              | 9,10 km   | Dani Sordo Cándido Carrera                                           | 5'05"5  | 107,23 km/h    | Thierry Neuville Martijn Wydaeghe |
| Frazione 3 (17 ott) | PS15  | 08:08 | Riudecanyes 1               | 16,35 km  | Dani Sordo Cándido Carrera                                           | 10'04"3 | 97,40 km/h     | Thierry Neuville Martijn Wydaeghe |
| Frazione 3 (17 ott) | PS16  | 10:29 | Santa Marina 2              | 9,10 km   | Dani Sordo Cándido Carrera                                           | 5'02"4  | 108,33 km/h    | Thierry Neuville Martijn Wydaeghe |
| Frazione 3 (17 ott) | PS17  | 12:18 | Riudecanyes 2 (power stage) | 16,35 km  | Dani Sordo Cándido Carrera                                           | 10'09"3 | 96,60 km/h     | Thierry Neuville Martijn Wydaeghe |

### Power stage
PS17: Riudecanyes 2 di 16,35 km, disputatasi domenica 17 ottobre 2021 alle ore 12:18 (UTC+2).
| Pos. | No. | Pilota           | Co-pilota        | Squadra                 | Auto                  | Classe | Tempo   | Distacco | Punti pil/cop | Punti costr |
| ---- | --- | ---------------- | ---------------- | ----------------------- | --------------------- | ------ | ------- | -------- | ------------- | ----------- |
| 1    | 6   | Dani Sordo       | Cándido Carrera  | Hyundai Shell Mobis WRT | Hyundai i20 Coupe WRC | WRC    | 10'09"3 | –        | 5             | 5           |
| 2    | 11  | Thierry Neuville | Martijn Wydaeghe | Hyundai Shell Mobis WRT | Hyundai i20 Coupe WRC | WRC    | 10'10"7 | +1"4     | 4             | 4           |
| 3    | 33  | Elfyn Evans      | Scott Martin     | Toyota Gazoo Racing WRT | Toyota Yaris WRC      | WRC    | 10'13"5 | +4"2     | 3             | 3           |
| 4    | 1   | Sébastien Ogier  | Julien Ingrassia | Toyota Gazoo Racing WRT | Toyota Yaris WRC      | WRC    | 10'13"8 | +4"5     | 2             | 2           |
| 5    | 69  | Kalle Rovanperä  | Jonne Halttunen  | Toyota Gazoo Racing WRT | Toyota Yaris WRC      | WRC    | 10'16"2 | +6"9     | 1             | -           |

## Classifiche mondiali
Classifica piloti
| Pos. | Pos. | Pilota                    | Punti |
| ---- | ---- | ------------------------- | ----- |
| 1    |      | Sébastien Ogier           | 204   |
| 2    |      | Elfyn Evans               | 187   |
| 3    |      | Thierry Neuville          | 159   |
| 4    |      | Kalle Rovanperä           | 140   |
| 5    |      | Ott Tänak                 | 128   |
| 6    |      | Craig Breen               | 76    |
| 7    |      | Takamoto Katsuta          | 68    |
| 8    | 1    | Dani Sordo                | 63    |
| 9    | 1    | Gus Greensmith            | 60    |
| 10   |      | Adrien Fourmaux           | 42    |
| 11   |      | Esapekka Lappi            | 22    |
| 12   |      | Teemu Suninen             | 21    |
| 13   |      | Mads Østberg              | 15    |
| 14   |      | Yohan Rossel              | 12    |
| 15   | 2    | Oliver Solberg            | 12    |
| 16   | 1    | Jari Huttunen             | 10    |
| 17   | 1    | Andreas Mikkelsen         | 10    |
| 18   |      | Pierre-Louis Loubet       | 6     |
| 19   |      | Onkar Rai                 | 6     |
| 20   |      | Pepe López                | 4     |
| 21   |      | Pieter-Jan-Michiel Cracco | 4     |
| 22   |      | Karan Patel               | 4     |
| 23   |      | Aleksej Luk'janjuk        | 4     |
| 24   | N    | Nil Solans                | 4     |
| 25   | 5    | Eric Camilli              | 3     |
| 26   | 2    | Jan Solans                | 2     |
| 27   | 2    | Carl Tundo                | 2     |
| 28   | 2    | Fabian Kreim              | 2     |
| 29   | 2    | Marco Bulacia Wilkinson   | 2     |
| 30   | 2    | Nikolaj Grjazin           | 2     |
| 31   | 2    | Emil Lindholm             | 1     |
| 32   | 1    | Vincent Verschueren       | 1     |

Classifica copiloti
| Pos. | Pos. | Pilota                   | Punti |
| ---- | ---- | ------------------------ | ----- |
| 1    |      | Julien Ingrassia         | 204   |
| 2    |      | Scott Martin             | 187   |
| 3    |      | Martijn Wydaeghe         | 159   |
| 4    |      | Jonne Halttunen          | 140   |
| 5    |      | Martin Järveoja          | 128   |
| 6    |      | Paul Nagle               | 76    |
| 7    |      | Daniel Barritt           | 66    |
| 8    |      | Chris Patterson          | 54    |
| 9    |      | Renaud Jamoul            | 36    |
| 10   | 5    | Cándido Carrera          | 32    |
| 11   | 1    | Janne Ferm               | 22    |
| 12   | 1    | Mikko Markkula           | 21    |
| 13   | 1    | Borja Rozada             | 20    |
| 14   | 1    | Alexandre Coria          | 18    |
| 15   | 1    | Torstein Eriksen         | 15    |
| 16   |      | Carlos del Barrio        | 11    |
| 17   |      | Mikko Lukka              | 10    |
| 18   |      | Ola Fløene               | 8     |
| 19   |      | Elliott Edmondson        | 8     |
| 20   |      | Sebastian Marshall       | 6     |
| 21   |      | Florian Haut-Labourdette | 6     |
| 22   |      | Drew Sturrock            | 6     |
| 23   | N    | Craig Drew               | 6     |
| 24   | N    | Marc Martí               | 4     |
| 25   | 2    | Jasper Vermeulen         | 4     |
| 26   | 2    | Diego Vallejo            | 4     |
| 27   | 2    | Tauseef Khan             | 4     |
| 28   | 2    | Jaroslav Fëdorov         | 4     |
| 29   | 2    | Rodrigo Sanjuan          | 2     |
| 30   | 2    | Tim Jessop               | 2     |
| 31   | 2    | Frank Christian          | 2     |
| 32   | N    | Maxime Vilmot            | 2     |
| 33   | 3    | Marcelo Der Ohannesian   | 2     |
| 34   | 2    | Konstantin Aleksandrov   | 2     |
| 35   | 4    | Aaron Johnston           | 2     |
| 36   | 3    | Reeta Hämäläinen         | 1     |
| 37   | 3    | François-Xavier Buresi   | 1     |
| 38   | 3    | Filip Cuvelier           | 1     |

Classifica costruttori WRC
| Pos. | Pos. | Squadra                 | Punti |
| ---- | ---- | ----------------------- | ----- |
| 1    |      | Toyota Gazoo Racing WRT | 474   |
| 2    |      | Hyundai Shell Mobis WRT | 427   |
| 3    |      | M-Sport Ford WRT        | 185   |
| 4    |      | Hyundai 2C Competition  | 58    |